# Vespa maculata
Vespa maculata är en getingart som beskrevs av Dru Drury 1773. Vespa maculata ingår i släktet bålgetingar, och familjen getingar. Inga underarter finns listade i Catalogue of Life.